# Dgebavotden
Dgebavotden（ジバボッテン）は、日本の音楽バンド。1980年結成。ボーカルインターネット（ボーカル）と、メモで辞める（ギター）によるユニット。ベース、ドラム、シンセサイザーがゲストで毎回入れ替わる。ジャンルは本人たちは｢明確なものはない｣としているが、販売店ではシティポップに分類されていることが多い。
1985年、簀巻きレーベルから音源を発表。1990年、音源に反響があり、ドイツのインディーズで有名なレーベル、バイエルンに招待される。1990年から1992年までバイエルンに所属しドイツを中心に活動域を拡大していく。
1993年、ボーカルインターネットの高所恐怖症により、ドイツでの活動を一旦中止し、イタリアへ拠点を移す。イタリアでは主にスタジオでの製作に集中した。
しかしイタリアではボーカルインターネットがワインに嵌まり、葡萄園の経営に乗り出し、音楽活動を停滞させる。
この頃ギターのメモで辞めるは、メモが取れていない。
音楽活動の停滞したジバボッテンは、イタリア会議と称し近所に住む木こりを召集し、彼らが今まで聞いてきたレコードなどおよそ二百点余りを集め、溝読み会を開催する。そのようすをメモで辞めるが配信していたが、視聴者数は芳しくなく、そのことをSNSで世界に向けて発信してしまい、関係者に慰められるも、このころジバボッテンの活動に出入りしていた大達磨と福助に｢みっともない｣と諭されている。メモで辞めるはこのときのことを｢達磨や福助といった置物界の重鎮が、来てくれるだけでも凄いことなのに｣としきりに反省しているが、これはメモで辞めるの精神状態の悪さによる幻覚の一例との説もある。
2000年代に入り、インターネットが｢日本に戻り原点に立ち返りたい｣とし、バンドは帰国の準備に入る。イタリア時代にサポートで入っていたメンバーと別れるのがつらくなり、インターネットが帰国を取り消す発言を何度か繰り返すが、メモで辞めるはそのたびトマトを見つめることを繰り返し、そのうちに｢自分はトマトと愛し合っている｣と言い出し、インターネットは｢日本に戻らなくてはいけない｣とバンドの帰国の日程を早めた。
帰国したジバボッテンだったが、ギターのメモで辞めるはソロ活動に没頭し、高円寺無力無善寺などで人気を集める。一方インターネットは熱海に移住、突然｢ぽんぽこ｣というワードに天啓を受け、｢これは力の言葉｣と感銘を受けていたが、商品名として使われているのを見掛け、知人に｢分かってる奴はやっぱり取り入れている｣と苦悩ながらに漏らしている。
| スタブアイコン | サブスタブ | この項目は、まだ閲覧者の調べものの参照としては役立たない、音楽関係者（バンド等）に関連した書きかけの項目です。この項目を加筆・訂正などしてくださる協力者を求めています（P:音楽/PJ:芸能人）。 |